# Cyaneolytta pectoralis
Cyaneolytta pectoralis is een keversoort uit de familie van oliekevers (Meloidae). De wetenschappelijke naam van de soort is voor het eerst geldig gepubliceerd in 1854 door Gerstaecker.